# Moe Point
Der Moe Point ist eine Landspitze in Form eines unvereisten Felsenkliffs an der Wilkins-Küste des Palmerlands auf der Antarktischen Halbinsel. Sie liegt südlich des Croom-Gletschers an der Nordwestseite des Smith Inlet.
Der United States Geological Survey kartierte die Landspitze im Jahr 1974. Das Advisory Committee on Antarctic Names benannte sie nach dem US-amerikanischen Biologen Richard Moe, der 1974 im Rahmen des United States Antarctic Research Program auf der Palmer-Station tätig war.